# Acido ent-caurenoico ossidasi
La acido ent-caurenoico ossidasi è un enzima appartenente alla classe delle ossidoreduttasi, che catalizza la seguente reazione:
ent-caur-16-en-19-oato + NADPH + H+ + O2 ⇄ ent-7α-idrossicaur-16-en-19-oato + NADP+ + H2O
ent-7α-idrossicaur-16-en-19-oato + NADPH + H+ + O2 ⇄ gibberellina A12 aldeide + NADP+ + 2 H2O
gibberellina A12 aldeide + NADPH + O2 ⇄ gibberellina A12 + NADP+ + H2O
L'enzima richiede citocromo P450. Catalizza tre successive ossidazioni dell'acido ent-caurenoico. Il secondo passaggio include la contrazione dell'anello B, generando lo scheletro di gibbano. Nella zucca (Cucurbita maxima), viene prodotto anche il ent-6α,7α-diidrossicaur-16-en-19-oato.